# Gourav Mukhi
Gourav Mukhi là một cầu thủ bóng đá chuyên nghiệp người Ấn Độ thi đấu ở vị trí tiền đạo và hiện đang đầu quân cho câu lạc bộ Jamshedpur tại giải Indian Super League.

## Sự nghiệp
Mukhi lớn lên tại Rotherham Harijan Busteer ở Jamshedpur, Jharkhand và là con trai của Chhotelal Mukhi, một cựu cầu thủ bóng đá nghiệp dư địa phương. Vào tháng 6 năm 2015, sau khi đại diện cho Jharkhand thi đấu ở giải vô địch U15 Sub Juniors Championship, Mukhi cùng với bốn cầu thủ khác và huấn luyện viên trưởng đội bóng bị cấm tham gia bóng đá vì nộp giấy tờ ghi sai ngày khai sinh và thi đấu trong khi đã quá tuổi quy định.
Cuối cùng Mukhi gia nhập Tata Steel tại giải đấu địa phương Jharkhand Football League rồi gia nhập đội dự bị của Jamshedpur FC. Sau khi thi đấu tốt trong các lứa dự bị tại giải hạng 2 I-League, Mukhi kí hợp đồng với đội một của Jamshedpur để lên chơi tại Indian Super League. Anh có trận ra mắt chuyên nghiệp đầu tiên cho câu lạc bộ vào ngày 7 tháng 10 năm 2018 trước đối thủ Bengaluru. Mukhi vào sân từ ghế dự bị ở phút thứ 71 thay cho Jerry Mawihmingthanga và ghi bàn cân bằng tỉ số 1-1 cho đội bóng chỉ sau 10 phút vào sân. Trận đấu khép lại với tỉ số 2-2 và Mukhi được trao giải Cầu thủ xuất sắc nhất trận của ISL Emerging.
Ngày 20 tháng 11 năm 2018, Mukhi bị Liên đoàn bóng đá Ấn Độ (AIFF) cấm thi đấu trong sáu tháng vì thừa nhận hành vi gian lận tuổi. Dù từng được coi là cầu thủ ghi bàn trẻ nhất lịch sử giải Indian Super League ở tuổi 16, các bằng chứng lại cho thấy anh này đã 29 tuổi.

## Thống kê sự nghiệp
Tính đến 7 tháng 11 năm 2018
| Câu lạc bộ          | Mùa bóng            | Giải đấu            | Giải đấu | Giải đấu  | Cúp     | Cúp       | Liên lục địa | Liên lục địa | Tổng cộng | Tổng cộng |
| Câu lạc bộ          | Mùa bóng            | Hạng đấu            | Số trận  | Bàn thắng | Số trận | Bàn thắng | Số trận      | Bàn thắng    | Số trận   | Bàn thắng |
| ------------------- | ------------------- | ------------------- | -------- | --------- | ------- | --------- | ------------ | ------------ | --------- | --------- |
| Jamshedpur          | 2018–19             | ISL                 | 3        | 1         | 0       | 0         | —            | —            | 3         | 1         |
| Tổng cộng sự nghiệp | Tổng cộng sự nghiệp | Tổng cộng sự nghiệp | 3        | 1         | 0       | 0         | 0            | 0            | 3         | 1         |